# بیسمارک‌اشتراسه (متروی برلین)

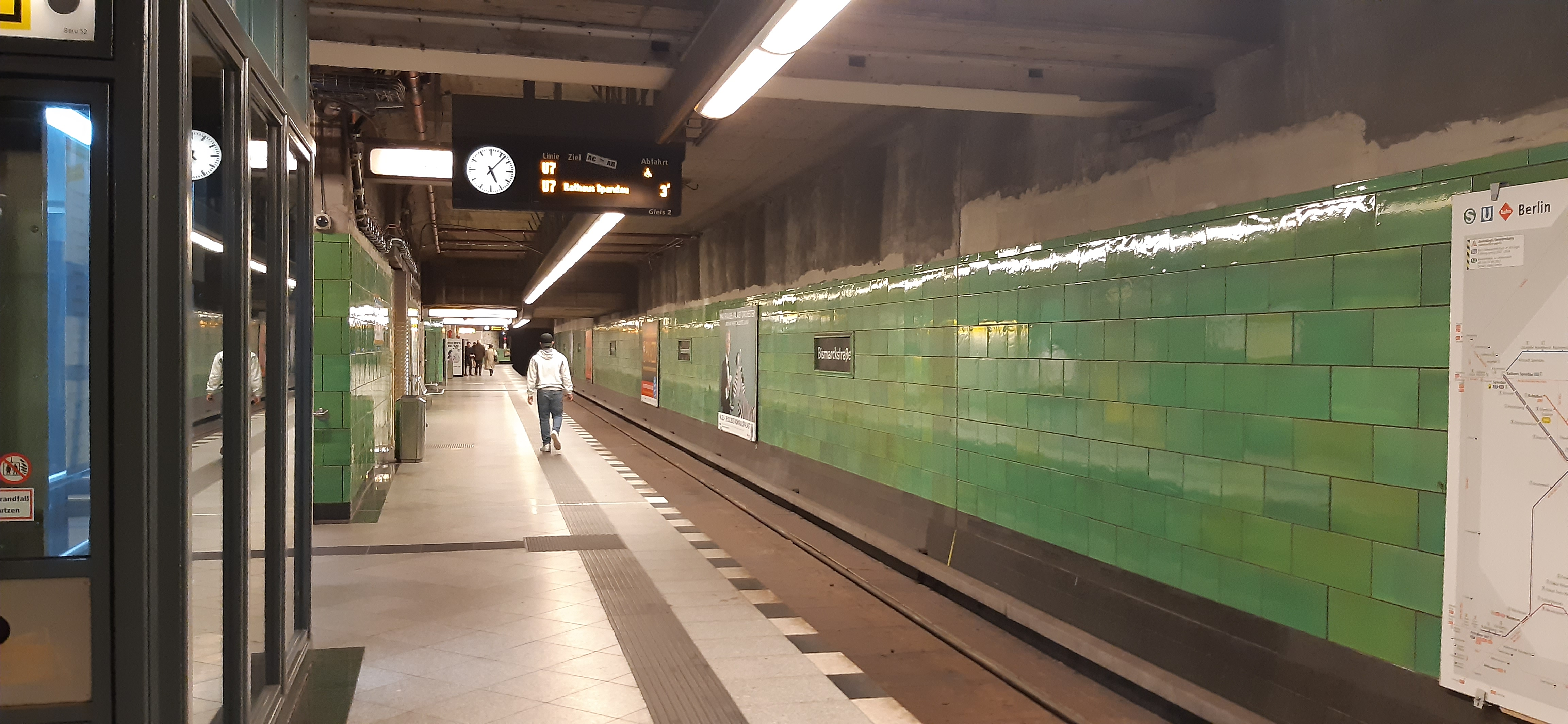
سکوی او۷

بیسمارک‌اشتراسه (آلمانی: Bismarckstraße) یک ایستگاه متروی برلین است که تقاطع دو خط U2 و U7 می‌باشد. این ایستگاه در سال ۱۹۷۸ در خیابان بیسمارک، یک راه شریانی نام‌گذاری شده به افتخار اتو فون بیسمارک افتتاح شد. اشتراسه در زبان آلمانی به معنی خیابان است.